# Z23

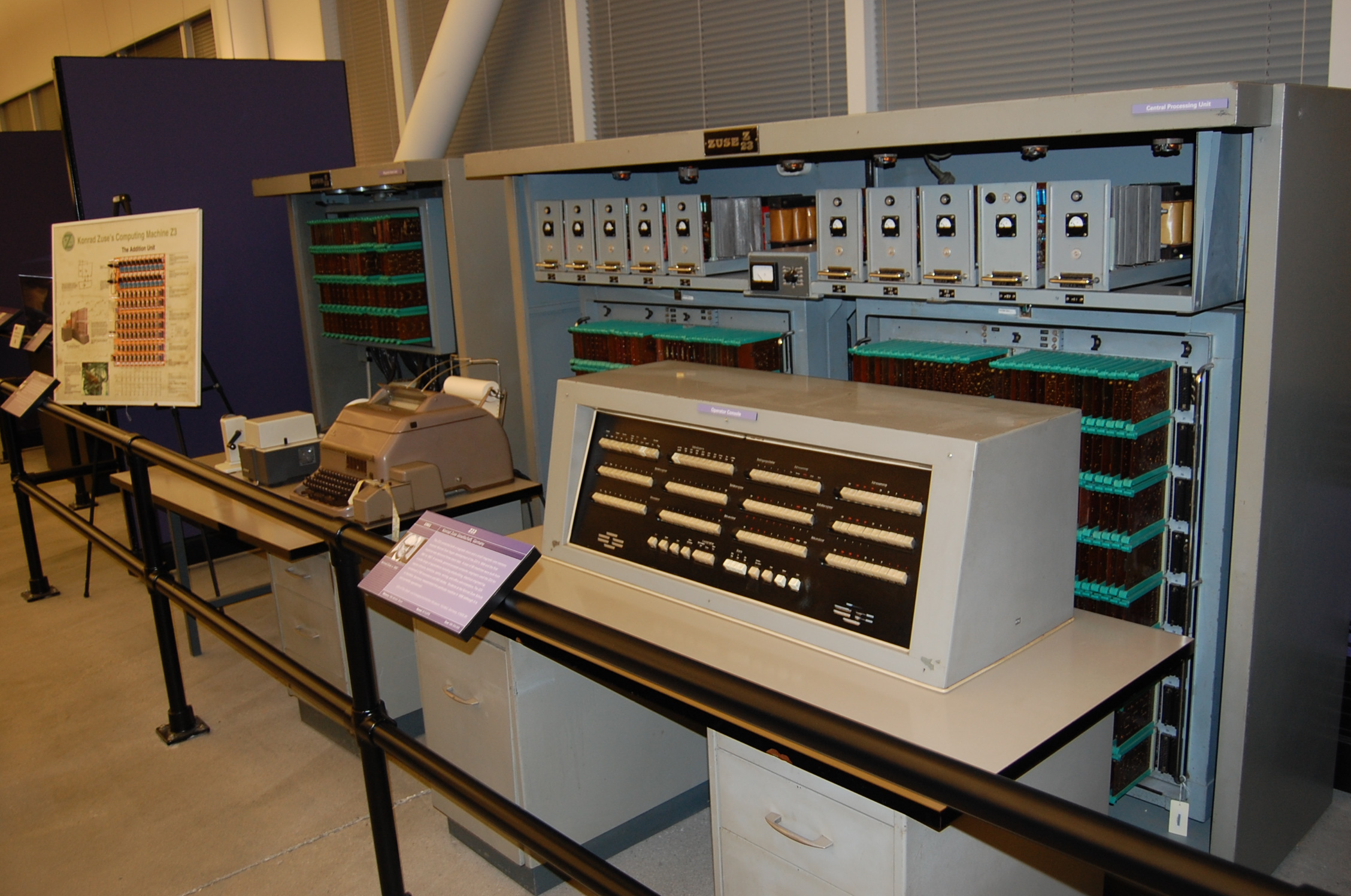
Zuse Z23

Die Zuse Z23 war ein erstmals 1961 ausgelieferter Transistorcomputer, konstruiert von der Zuse KG in Bad Hersfeld. Bis 1967 wurden insgesamt 98 Einheiten an gewerbliche Kunden (Reaktorphysik, Ballistik, Vermessungstechnik, Energieversorgung, Verkehrstechnik, Bergbau) sowie an Behörden und an Hoch- und Fachhochschulen verkauft.

## Technische Daten
Die Z23 hatte eine Wortlänge von 40 Bit, verwendete einen 8192-Worte-Trommelspeicher als Hauptspeicher, einen Ferritkernspeicher mit 243 Worten à 41 Bit, je nach Quelle auch 248 Worte à 40 Bit und arbeitete mit Fest- und Gleitkomma-Binärzahlen. Eine Festkomma-Addition dauerte 0,3 ms, eine Festkomma-Multiplikation dauerte 10,3 ms, eine Festkomma-Division dauerte 13 ms, eine Gleitkomma-Addition 10,6 ms und eine Gleitkomma-Division 20 ms. Die Zuse Z23 arbeitete etwa dreimal so schnell wie die Zuse Z22. Der Rechner hatte eine Grundtaktfrequenz von ca. 140 kHz und verbrauchte etwa 4000 Watt elektrische Leistung. Der bewährte Freiburger Code (eine Assembler-ähnliche und an mathematische Formeln angepasste Maschinensprache) war wie bei der Z22 ebenfalls vorhanden, genauso wie ein Algol-60-Compiler. In der Z23 wurden etwa 2700 Transistoren und 6800 Dioden verbaut, der Speicher war ein Magnetkernspeicher. Die gesamte Z23 wog ca. eine Tonne.
Die Z23 ähnelte im inneren Design dem früheren Röhrenrechner Z22. Verwandte Varianten waren die Modelle Z25 und Z26. Eine verbesserte Version mit erweitertem Speicher und einer höheren Verarbeitungsgeschwindigkeit kam 1965 als Z23V heraus.

## Geschichte
Anwendung an deutschen Hochschulen fand die Z23 unter anderem bei Heinz Bittel an der Universität Münster, der dort eine Professur innehatte und Gründungsdirektor des Instituts für Angewandte Physik war. Bereits 1958 erhielt die Universität die erste elektronische Rechenanlage Zuse Z22. 1962 wurde die röhrenbestückte Anlage gegen die transistorisierte Zuse Z23 ausgetauscht, sie ging 1966 an das 1964 gegründete Institut für Numerische und Instrumentelle Mathematik. Auch am Institut für Physikalische Chemie der Johann Wolfgang Goethe-Universität Frankfurt am Main wurde die „elektronische Rechenmaschine“ Z23 bereits 1964 von Hermann Hartmann eingesetzt. Am Institut Boris Kidrič in Belgrad (damaliges Jugoslawien) nutzten Forscher das Gerät um dieselbe Zeit. Der Rechner wurde zum Preis von 180.000 DM verkauft. Er war der am weitesten verbreitete Transistorrechner in Deutschland.